# TrackMania
TrackMania je serija trkaćih igara za Microsoft Windows, PlayStation 4, PlayStation 5, Xbox One, Xbox Series X i Series S, Nintendo DS i Wii koje su razvili Ubisoft Nadeo i Firebrand Games. Umjesto praćenja uobičajenog trenda odabira postavljenog automobila i staze za igranje igrice, u TrackManiji igrači mogu kreirati vlastite staze koristeći proces "sagradnog bloka" sličan igrama koje su postojale prije prve igre TrackMania, kao što je igra iz 1984. Excitebike, igra Racing Destruction Set iz 1985. i igra Stunts iz 1990.
Igre TrackMania obično imaju format kronometra, s medaljama koje se dodjeljuju za pobjeđivanje zadanih vremena u načinu rada za jednog igrača, kao i mogućnost podnošenja vremena na različite online ljestvice. Igrači mogu odlučiti krenuti iznova u bilo kojem trenutku, na primjer ako doskoče naglavačke, napuste stazu ili loše startaju. Utrke za više igrača funkcioniraju kao istovremeni vremenski ogledi; automobili igrača vidljivi su na istoj stazi u isto vrijeme, ali ne mogu fizički komunicirati jedni s drugima.

## Okruženja
Istaknuta okruženja serije igara su "Desert" (također poznata kao "Speed"), "Rally", "Snow" (također poznata kao "Alpine"), "Bay", "Coast", "Island", "Stadium", "Canyon", "Valley", and "Lagoon".

## Primanje
Zbog uspjeha serije TrackMania, Guinness World Records dodijelio je igrama šest svjetskih rekorda u Guinness World Records: Gamer's Edition 2008. To uključuje "Najveća online utrka", "Najpopularniji online trkaći sim" i "Najveća baza sadržaja od svih Racing Game", sa stotinama tisuća staza koje su izradili korisnici i stotinama jedinstvenih automobila dostupnih za preuzimanje.

## Sustav zaštite od kopiranja
Računalne igre u seriji TrackMania koristile su sustav zaštite od kopiranja pod nazivom StarForce, koji je tiho instalirao upravljački program sa svim verzijama TrackMania Original, TrackMania Sunrise i originalne TrackMania Nations. Mnogi su izvori lažno izvijestili da je TrackMania Nations ažurirala upravljačke programe StarForce samo ako su već instalirani, iako su verzije objavljene nakon 28. svibnja 2007. instalirale upravljačke programe StarForce na svim računalima iako je TrackMania Nations besplatan. Izvorna TrackMania United sadrži StarForce ograničenja ugrađena u izvršnu datoteku za provjeru ključa softvera, ali ne instalira upravljački program.
Iako ju je Valve izvorno uključio u sustav, 29. lipnja 2007. tvrtka je objavila da verzija TrackMania United koja se distribuira preko njihove platforme za digitalnu distribuciju Steam više neće uključivati StarForce.
TrackMania United Forever i TrackMania Nations Forever ne uključuju StarForce. Ako se primjenjuju kao nadogradnje na verziju TrackMania United ili TrackMania Nations koja uključuje StarForce, pokušavaju je ukloniti.

## Spin-offovi
Kako su TrackMania igre postajale sve popularnije, Nadeo je započeo s planovima za dvije potpuno nove igre; naime, počeli su raditi na igranju uloga i pucačinama iz prvog lica. Oni su prvi put najavljeni 2009. putem TrackMania United Forever, gdje je ekran za učitavanje igrača zamijenjen slikama koje najavljuju ili Shootmaniju ili Questmaniju. Dana 19. veljače 2012. Nadeo je službeno najavio Shootmaniju. 10. travnja 2013. Nadeo je izdao Shootmaniju na Maniaplanetu. Međutim, Questmania još nije objavljena od siječnja 2024.